# Mirobaeoides barbarae
Mirobaeoides barbarae är en stekelart som beskrevs av Austin 1995. Mirobaeoides barbarae ingår i släktet Mirobaeoides och familjen Scelionidae. Inga underarter finns listade i Catalogue of Life.